# ملخ بال‌نواری
ملخ بال‌نواری (نام علمی: Oedipodinae) نام یک زیرخانواده از تیره کج‌صورتان است.